# The Redemption
The Redemption er navnet på den amerikanske sanger, Brooke Hogans andet studiealbum. Det udkom i juli 2009, men har kun solgt 11.000 eksemplarer. På albummet samarbejdede Brooke med bl.a. Flo Rida, Colby O'Donis og Stack$.

## Trackliste
| #   | Titel                                  | Sangskriver (e)                                            | Producer(e)                | Længde |
| --- | -------------------------------------- | ---------------------------------------------------------- | -------------------------- | ------ |
| 1.  | "Intro"                                | K. Pittman, Y. Barker                                      | Keith "Mizzle Boy" Pittman | 1:01   |
| 2.  | "Strip"                                | B. Bollea, D. Allen                                        | Derek Allen                | 3:16   |
| 3.  | "Hey Yo! (featuring Colby O' Donis)"   | K. Pittman, C. Colon, C. Harris, Jr., B. Bollea, Y. Barker | Keith "Mizzle Boy" Pittman | 3:38   |
| 4.  | "Trust Me (featuring Urban Mystic)"    | B. Bollea, T. James                                        | Trevor "Baby G" James      | 3:45   |
| 5.  | "Falling (featuring Stacks)"           | B. Bollea, D. Allen                                        | Derek Allen                | 3:04   |
| 6.  | "All I Want Is You"                    | K. Gioia, M. Goodman                                       | Ken Gioia, Shep Goodman    | 3:26   |
| 7.  | "Dear Mom…"                            | B. Bollea, R. Diaz                                         | Raymond "Sarom" Diaz       | 4:35   |
| 8.  | "Handcuffed"                           | B. Bollea, J. Hancock                                      | Jared Hancock              | 3:37   |
| 9.  | "Ruff Me Up (featuring Flo Rida)"      | B. Bollea, R. Diaz, T. Dillard                             | Raymond "Sarom" Diaz       | 3:13   |
| 10. | "BeDDable"                             | B. Bollea, W. Felder                                       | Warren "Oak" Felder        | 3:57   |
| 11. | "You’ll Never Be Like Him"             | A. Accetta, M. Ventrice                                    | Aaron Accetta              | 3:09   |
| 12. | "One That Got Away (featuring Stack$)" | B. Bollea, Y. Barker, J. Hancock                           | Jared Hancock              | 3:33   |
| 13. | "Redemption"                           | B. Bollea, K. Pittman                                      | Keith "Mizzle Boy" Pittman | 3:54   |
| 14. | "Finish Line"                          | B. Bollea, K. Pittman                                      | Keith "Mizzle Boy" Pittman | 3:33   |